# Witold Janocha
Witold Janocha (ur. 15 czerwca 1964 w Porąbkach) – polski duchowny, dr hab. nauk teologicznych, profesor nadzwyczajny Katedry Życia Społecznego Rodziny i Instytutu Nauk o Rodzinie i Pracy Socjalnej Wydziału Teologii Katolickiego Uniwersytetu Lubelskiego Jana Pawła II.

## Życiorys
Studiował w Wyższym Seminarium Duchownym w Kielcach, oraz na Wydziale Nauk Społecznych Katolickiego Uniwersytetu Lubelskiego, natomiast 9 czerwca 1990 został wyświęcony na kapłana. 22 marca 2001 obronił pracę doktorską pt. Sens życia w świadomości osób z dysfunkcją narządu ruchu. (Na podstawie badań socjologicznych w diecezji kieleckiej), otrzymując doktorat, a 11 października 2011 habilitował się na podstawie dorobku naukowego i pracy zatytułowanej Religijność osób niepełnosprawnych i ich rodzin. Studium socjologiczno-pastoralne.
Pracował w Instytucie Pedagogiki i Psychologii na Wydziale Pedagogicznym i Artystycznym Uniwersytetu Humanistycznego i Przyrodniczego Jana Kochanowskiego w Kielcach, a także objął funkcję profesora nadzwyczajnego w Katedrze Życia Społecznego Rodziny i w Instytucie Nauk o Rodzinie i Pracy Socjalnej na Wydziale Teologii Katolickiego Uniwersytetu Lubelskiego Jana Pawła II.
Piastował stanowisko dyrektora Instytutu Nauk o Rodzinie i Pracy Socjalnej Wydziału Teologii Katolickiego Uniwersytetu Lubelskiego Jana Pawła II.